# Eleições gerais no Paraguai em 2023
A eleição geral de 2023 no Paraguai aconteceu em 30 de abril de 2023, sendo vencida pelo economista Santiago Peña. Esta foi a 8ª eleição desde o golpe de Estado de 1989 que acabou com a ditadura de Alfredo Stroessner. O então presidente Mario Abdo Benítez e o vice-presidente Hugo Velázquez Moreno, do Partido Colorado, não puderam concorrer à reeleição. O presidente-eleito Santiago Peña e o vice-presidente-eleito Pedro Alliana tomarão posse em 15 de agosto de 2023.

## Sistema eleitoral
O Presidente do Paraguai é eleito em um turno de votação por pluralidade. Os 80 membros da Câmara dos Deputados são eleitos por representação proporcional de lista fechada em 18 círculos plurianuais baseados nos departamentos. Os 45 membros do Senado são eleitos por um único círculo eleitoral nacional usando representação proporcional de lista fechada. A votação é em turno único, e também vai eleger parlamentares e governadores. Dois temas dominaram as discussões na campanha: a corrupção, e a ampliação das relações comerciais com a China.

## Candidatos
| Lista | Bilhete | Bilhete                                                  | Candidatos              | Candidatos         |
| Lista | Bilhete | Bilhete                                                  | Presidente              | Vice-presidente    |
| ----- | ------- | -------------------------------------------------------- | ----------------------- | ------------------ |
| 1     |         | ANR (Associação Nacional Republicana) – Partido Colorado | Santiago Peña           | Pedro Alliana      |
| 3     |         | Partido Liberal Radical Autêntico                        | Efrain Alegre           | Soledad Núñez      |
| 7     |         | União Nacional de Cidadãos Éticos                        | Jorge Humberto Gómez    | Noelia Núñez       |
| 10    |         | Movimento Nova República                                 | Euclides Acevedo        | Jorge Querey       |
| 14    |         | Movimento Humanista e Solidário                          | Juan Félix Romero       | Catalina Ramírez   |
| 15    |         | Partido Nacional Unámonos                                | Luís Talavera           | Celso Álvarez      |
| 21    |         | Partido da Juventude                                     | José Luis Chilavert     | Sofia Scheid       |
| 23    |         | Partido Verde                                            | Óscar Cañete            | Luís Wilfrido Arce |
| 30    |         | Partido Nacional do Povo 30A                             | Prudêncio Burgos        | Leona Guarani      |
| 33    |         | Movimento Coordenador Patriótico Cidadão                 | Alfredo Machuca         | Justina Noguera    |
| 45    |         | Partido Socialista Democrático Herederos                 | Rosa Bogarin            | Hermínio Lesme     |
| 777   |         | Únete Paraguai                                           | Aurélio Martínez Cabral | David Sánchez N.   |
| 911   |         | Cruzada Nacional                                         | Paraguayo Cubas         | Stilber Valdez     |

## Resultados

### Presidente
| Candidato(a)            | Candidato(a)            | Vice                    | Partido                                  | Votos     | %       |
| ----------------------- | ----------------------- | ----------------------- | ---------------------------------------- | --------- | ------- |
|                         | Santiago Peña           | Pedro Alliana           | Partido Colorado                         | 1 291 209 | 43,93%  |
|                         | Efrain Alegre           | Soledad Núñez           | Partido Liberal Radical Autêntico        | 830 302   | 28,25%  |
|                         | Paraguayo Cubas         | Stilber Valdez          | Cruzada Nacional                         | 692 429   | 23,56%  |
|                         | Euclides Acevedo        | Jorge Querey            | Movimento Nova República                 | 41 164    | 1,40%   |
|                         | José Luis Chilavert     | Sofia Scheid            | Partido da Juventude                     | 24 259    | 0,83%   |
|                         | Luís Talavera           | Celso Álvarez           | Partido Nacional Unámonos                | 17 328    | 0,59%   |
|                         | Jorge Humberto Gómez    | Noelia Núñez            | União Nacional de Cidadãos Éticos        | 12 066    | 0,41%   |
|                         | Juan Félix Romero       | Catalina Ramírez        | Movimento Humanista e Solidário          | 5 869     | 0,20%   |
|                         | Rosa Bogarin            | Hermínio Lesme          | Partido Socialista Democrático Herederos | 5 266     | 0,18%   |
|                         | Prudêncio Burgos        | Leona Guarani           | Partido Nacional do Povo 30A             | 5 258     | 0,18%   |
|                         | Alfredo Machuca         | Justina Noguera         | Movimento Coordenador Patriótico Cidadão | 5 204     | 0,18%   |
|                         | Óscar Cañete            | Luís Wilfrido Arce      | Partido Verde                            | 4 847     | 0,16%   |
|                         | Aurélio Martínez Cabral | David Sánchez N.        | Únete Paraguai                           | 3 866     | 0,13%   |
| Total de votos válidos  | Total de votos válidos  | Total de votos válidos  | Total de votos válidos                   | 2 939 067 | 97,29%  |
| Votos em branco         | Votos em branco         | Votos em branco         | Votos em branco                          | 68 288    | 2,26%   |
| Votos nulos             | Votos nulos             | Votos nulos             | Votos nulos                              | 13 694    | 0,45%   |
| Total de votos          | Total de votos          | Total de votos          | Total de votos                           | 3 021 049 | 100,00% |
| Eleitores aptos a votar | Eleitores aptos a votar | Eleitores aptos a votar | Eleitores aptos a votar                  | 4 773 427 | 63,29%  |
| Fonte: TSJE             |                         |                         |                                          |           |         |